# Championnats du monde de cross-country 2002
Navigation
Édition précédente Édition suivante
Les 30e Championnats du monde de cross-country IAAF  se sont déroulés les 23 et 24 mars 2002 à Dublin en Irlande.

## Parcours
- 11,998 km – Cross long hommes
- 4,208 km – Cross court hommes
- 7,974 km – Course junior hommes
- 7,974 km – Cross long femmes
- 4,208 km – Cross court femmes
- 5,962 km – Course junior femmes

## Résultats

### Cross long hommes

#### Individuel
| Place              | Athlète           | Pays     | Temps |
| ------------------ | ----------------- | -------- | ----- |
| Médaille d'or      | Kenenisa Bekele   | Éthiopie | 34:52 |
| Médaille d'argent  | John Yuda         | Tanzanie | 34:58 |
| Médaille de bronze | Wilberforce Talel | Kenya    | 35:20 |
| 4                  | Richard Limo      | Kenya    | 35:26 |
| 5                  | Charles Kamathi   | Kenya    | 35:29 |
| 6                  | Albert Chepkurui  | Kenya    | 35:32 |
| 7                  | Abderrahim Goumri | Maroc    | 35:43 |
| 8                  | Yonas Kifle       | Érythrée | 35:47 |
| 9                  | Enock Mitei       | Kenya    | 35:49 |
| 10                 | Jaouad Gharib     | Maroc    | 35:57 |

#### Équipes
| Médaille | Athlètes                                                                                  | Points |
| Or       | Kenya Wilberforce Talel (3e) Richard Limo (4e) Charles Kamathi (5e) Albert Chepkurui (6e) | 18 pts |
| Argent   | Éthiopie Kenenisa Bekele (1e) Assefa Mezgebu (12e) Habte Jifar (16e) Fita Bayisa (17e)    | 43 pts |
| Bronze   | Maroc Abderrahim Goumri (7e) Jaouad Gharib (10e) Saïd Berioui (21e) Elarbi Khattabi (27e) | 58 pts |

### Cross court hommes

#### Individuel
| Médaille | Athlète               | Temps       |
| Or       | Kenenisa Bekele (ETH) | 12 min 11 s |
| Argent   | Luke Kipkosgei (KEN)  | 12 min 18 s |
| Bronze   | Hailu Mekonnen (ETH)  | 12 min 20 s |

#### Équipes
| Médaille | Athlètes                                                                                   | Points |
| Or       | Kenya Luke Kipkosgei (2e) Sammy Kipketer (4e) Julius Nyamu (6e) Joseph Kosgei (8e)         | 20 pts |
| Argent   | Éthiopie Kenenisa Bekele (1e) Hailu Mekonnen (3e) Mohammed Awol (13e) Abiyote Abate (15e)  | 32 pts |
| Bronze   | Espagne Antonio Jiménez (7e) Isaac Viciosa (14e) Alberto García (17e) Roberto García (22e) | 57 pts |

### Course juniors hommes

#### Individuel
| Médaille | Athlète                           | Temps       |
| Or       | Gebre-egziabher Gebremariam (ETH) | 23 min 18 s |
| Silver   | Abel Cheruiyot (KEN)              | 23 min 19 s |
| Bronze   | Boniface Kiprop (OUG)             | 23 min 28 s |

#### Équipes
| Médaille | Athlètes | Points |
| Or       | Kenya    | 18 pts |
| Silver   | Éthiopie | 24 pts |
| Bronze   | Ouganda  | 37 pts |

### Cross long femmes

#### Individuel
| Médaille | Athlète                | Temps       |
| Or       | Paula Radcliffe (GBR)  | 26 min 55 s |
| Argent   | Deena Drossin (USA)    | 27 min 04 s |
| Bronze   | Colleen De Reuck (USA) | 27 min 17 s |

#### Équipes
| Médaille | Athlètes                                                                                         | Points |
| Or       | Éthiopie Eyerusalem Kuma (5e) Merima Denboba (6e) Leila Aman (7e) Teyba Erkesso (10e)            | 17 pts |
| Argent   | United States Deena Drossin (2e) Colleen De Reuck (3e) Jennifer Rhines (12e) Milena Glusac (23e) | 38 pts |
| Bronze   | Kenya Rose Cheruiyot (8e) Pamela Chepchumba (9e) Leah Malot (11e) Jane Omoro (14e)               | 41 pts |

### Cross court Femmes

#### Individuel
| Médaille | Athlète                | Temps       |
| Or       | Edith Masai (KEN)      | 13 min 30 s |
| Argent   | Werknesh Kidane (ETH)  | 13 min 36 s |
| Bronze   | Isabella Ochichi (KEN) | 13 min 39 s |

#### Équipes
| Médaille | Athlètes                                                                                            | Points |
| Or       | Éthiopie Werknesh Kidane (2e) Abebech Negussie (6e) Amina Godana (8e) Genet Gebregiorgis (16e)      | 32 pts |
| Argent   | Kenya Edith Masai (1e) Isabella Ochichi (3e) Nancy Wambui (13e) Jane Kiptoo (17e)                   | 34 pts |
| Bronze   | Irlande Sonia O'Sullivan (7e) Anne Keenan-Buckley (10e) Rosemary Ryan (19e) Maria McCambridge (62e) | 85 pts |

### Cross Junior Femmes

#### Individuel
| Médaille | Athlète                | Temps       |
| Or       | Viola Kibiwot (KEN)    | 20 min 21 s |
| Argent   | Tirunesh Dibaba (ETH)  | 20 min 14 s |
| Bronze   | Vivian Cheruiyot (KEN) | 20 min 28 s |

#### Équipes
| Médaille | Athlètes | Points |
| Or       | Kenya    | 13 pts |
| Argent   | Éthiopie | 24 pts |
| Bronze   | Japon    | 63 pts |